# 尼尔马尔
尼尔马尔（Nirmal），是印度安得拉邦Adilabad县的一个城镇。总人口74017（2001年）。

## 人口
该地2001年总人口74017人，其中男性37230人，女性36787人；0—6岁人口10029人，其中男5115人，女4914人；识字率64.88%，其中男性为73.62%，女性为56.03%。